# Närke
Närke – historyczna kraina Szwecji, stanowi południową część regionu Örebro oraz niewielki fragment regionów Västmanland i Södermanland. Powierzchnia wynosi 4126 km².